# Борботски мост
Борботският мост или Папалийският мост (на гръцки: Γεφύρι του Επταχωρίου, Γεφύρι του Παπαλιάς) е османски каменен мост, разположен в центъра на село Борботско (Ептахори), Костурско, Гърция над Борботската река. Мостът свързва двете махали на селото Анилио и Папалияс и е разположен край селския площад. Построен е преди 1900 година.